# معجزات محمد
معجزه‌های محمد (به عربی: مُعجِزاتُ مُحَمَّدٍ) اتفاق‌های خارق‌العاده‌ایست که در منابع اسلامی به محمد، پیامبر اسلام، منسوب شده‌است. به باور مسلمانان، معجزه امور خارق‌العاده‌ایست که توسط پیامبران، برای اثبات نبوت و ارتباط با خدا، برای عموم مردم انجام می‌دهند. در تعریف اسلامی معجزه، برخلاف سایر ادیان، به نبود امکان تکرار معجزه توسط دیگران تأکید شده‌است. در باور اسلامی، علاوه بر معجزه، ارهاص و کرامت نیز به عنوان امور خارق‌العاده برای محمد گزارش شده‌است.
برای پیامبر اسلام در منابع اسلامی، معجزات فراوانی گزارش شده‌است و آثار متنوعی با موضوع معجزات محمد تألیف شده‌اند. در فهرست ذیل، با تقسیم‌بندی از لحاظ زمانی، معجزات محمد، به شکل کلی فهرست شده‌اند.

## تعریف معجزه

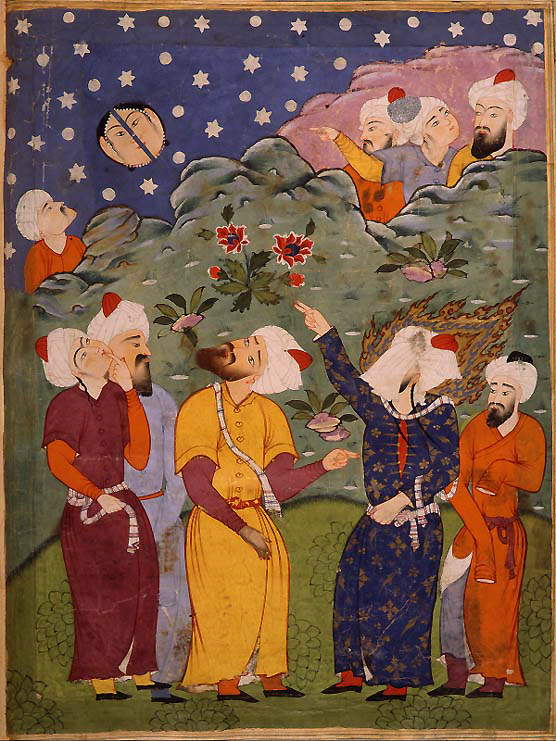
نگاره ای از شق القمر

«معجزه» اسم فاعل از باب افعال ماده «ع‌ج‌ز» است که در لغت به معنای ضعف و ناتوانی و در اصطلاح به معنای هر کار خارق‌العاده‌ای که به اتکای قدرت خدا و برای اثبات مقامی الهی انجام می‌گیرد است. گاهی به جای معجزه، از عبارت «خرق عادت» استفاده می‌شود. معجزه، از دیرباز در فرهنگ و ادبیات دینی کاربرد داشته‌است. از معجزات پیامبران در عهد عتیق و عهد جدید گزارش‌هایی وجود دارد. در تعریف قرآنی-اسلامی معجزه، منحصر بفرد بودن آن لحاظ می‌شود. بین «معجزه» و «کرامت»، در نبود ادعای نبوت تفاوت است. همین‌طور اختلاف بین «معجزه» و «ارهاص»، در ظرف زمانی است، بر این اساس منظور از ارهاص، فراهم شدن شرایط نبوت پیش از بعثت است. فخر رازی، مفسر سنی مذهب، مهترین تفاوت میان معجزه و کرامت را وجود ادعای نبوت یا ولایت در معجزه و نبودش در کرامت می‌داند.
بنابر باورهای اسلامی، معجزات گرچه تصرف ماوراء الطبیعه در عالم ماده و طبیعت است؛ اما مبطل ضرورت‌های عقلی نبوده‌است و خارج از نظام علیت نیست. متکلمان مسلمان، معجزه را در اثبات نبوت و پیش از آن در اثبات وجود خدا به کار می‌برند. بیشتر متکلمان مسلمان از معجزه برای اثبات نبوت خاصه یا عامه استفاده کرده‌اند و کمتر منابع اسلامی از معجزه در اثبات وجود خدا بکار برده‌اند. این در حالیست که معجزه به عنوان دلیلی بر اثبات وجود خدا در آثار نویسندگان غربی، بسیار پرکاربرد است. محقق نراقی، برهان اثبات خدا از طریق معجزه را چنین تقریر می‌کند که: «عقل حکم می‌کند که امور غریبه … همچون شق القمر و… از انسان‌های عادی صادر نخواهد شد؛ پس باید صانعی حکیم باشد و اینگونه امور به سبب قدرت کامله و حکمت شامله‌اش صورت بگیرد.»
در کلام و فلسفه مسیحیت و غیراسلامی، معنای واحدی از معجزه وجود ندارد و با اختلاف‌‌هایی همراه است. دیوید هیوم فیلسوف اسکاتلندی در تعریف معجزه، آن را یک تخطی از قوانین طبیعی عالم هستی می‌داند که با اراده خاص الهی و یا با دخالت عاملی غیر محسوس صورت می‌گیرد. شبیه به این گزارش را در آثار دیگر فیلسوفان و متلکمان گزارش شده‌است. توماس آکویناس از فیلسوفان مسیحی قرن سیزده میلادی، معجزه را در تعریف مسیحیت به سه دسته تقسیم می‌کند: دسته اول حوادثی است که خداوند انجام می‌دهد و طبیعت هرگز نمی‌تواند انجام دهد. دسته دوم حوادثی است که خداوند انجام می‌دهد و طبیعت نیز می‌تواند آن را رقم بزند اما نه به ترتیبی که در معجزه رخ داده‌است و دسته آخر حوادثی است که خداوند آنها را انجام می‌دهد اما بدون اعمال اصول طبیعی آن امر.
بر اساس روایت ابن سکیت، وی از علی النقی، امام دهم شیعیان امامیه، در خصوص علت تفاوت معجزات پیامبران با یکدیگر سؤال می‌کند و چنین پاسخ می‌گیرد که فن رایج در هر عصر، متفاوت بوده‌است و معجزه پیامبران بر اساس آن فن رایج صورت می‌گرفته‌است. بر این اساس به جهت رواج فن سحر و جادو در عصر موسی، معجزات موسی در خصوص ابطال سحر و در حوزه سحر و کهانت بوده‌است، و از آنجا که فن رایج در دوران عیسی، طبابت مطرح شده‌است، معجزات عیسی نیز در حوزه طب و شفای بیماران عنوان شده‌است. و اما در خصوص معجزات پیامبر اسلام که در حوزه بلاغت و فصاحت کلام بوده‌است، به جهت فن رایج زمان او بوده‌است که فصاحت و بلاغت در کلام مطرح شده‌است.

## معجزه در قرآن
از واژه «معجزه» در قرآن، استفاده نشده‌است و از معجزات پیامبران در این کتاب، با عناوین معرفتی همچون «آیه»، «برهان»، «بینه» و «سلطان» یاد شده‌است. در برخی موارد نیز به ماجراهای معجزه‌آسای پیامبران در قرآن بدون کاربرد لفظ «آیه» اشاره شده‌است. در منابع اسلامی، معجزات بیشتر در کتب روایی و حدیثی گزارش شده‌اند. بر اساس آموزه‌های قرآن، معجزه به اختیار پیامبر نبوده‌است و به اذن الهی صورت می‌گیرد. در این خصوص در آیه ۳۸ سوره رعد، چنین آمده‌است: «وَ ما کانَ لِرَسُول أَنْ یَأْتِیَ بِ آیَة إِلاّ بِإِذْنِ اللّهِ» ترجمه: «هیچ رسولی نمی‌تواند آیه و معجزه‌ای بیاورد مگر به اذن خداوند»
بر اساس آیاتی از قرآن، محمد علاوه بر بزرگترین معجزه خود، یعنی قرآن، معجزات دیگری را نیز برای اثبات نبوت خویش به کار بسته‌است. از معجزاتی که در قرآن به آنها اشاره شده‌است می‌توان به شق‌القمر (مورد اشاره در آیه ۱ و ۲ سوره قمر)، معراج محمد (مورد اشاره در آیه ۱ سوره اسراء) و مباهله (مورد اشاره در آیه ۶۱ آل عمران) اشاره کرد. علاوه بر آن، قرآن از بهانه‌جویی‌های قوم پیامبر اسلام یاد می‌کند که به انکار معجزات او می‌انجامید. در همین راستا، اعراب جاهلی، محمد را به سحر و جادوگری متهم می‌کردند. در این خصوص در آیه ۱۴ و ۱۵ سوره صافات آمده‌است: «هرگاه معجزه‌ای می‌دیدند، مسخره می‌کردند و می‌گفتند، این سحری آشکار است.». همین‌طور در آیه ۸۶ آل‌عمران نیز محمد دارای معجزات فراوان معرفی شده‌است. به‌عقیدهٔ فرانسیس پیترز، قرآن یکی از نشانه‌های معجزه‌آسا بود، اما مخاطبان محمد از او می‌خواستند که چیزی ویژه‌تر و ملموس‌تر مانند نزول فرشته، گنجی یا چشمه‌ای معجزه‌آسا بیاورد. پاسخ‌های محمد ثابت است: «این خداست که معجزه می‌کند، نه پیامبران که فانی هستند.»

## فهرست معجزهای محمد

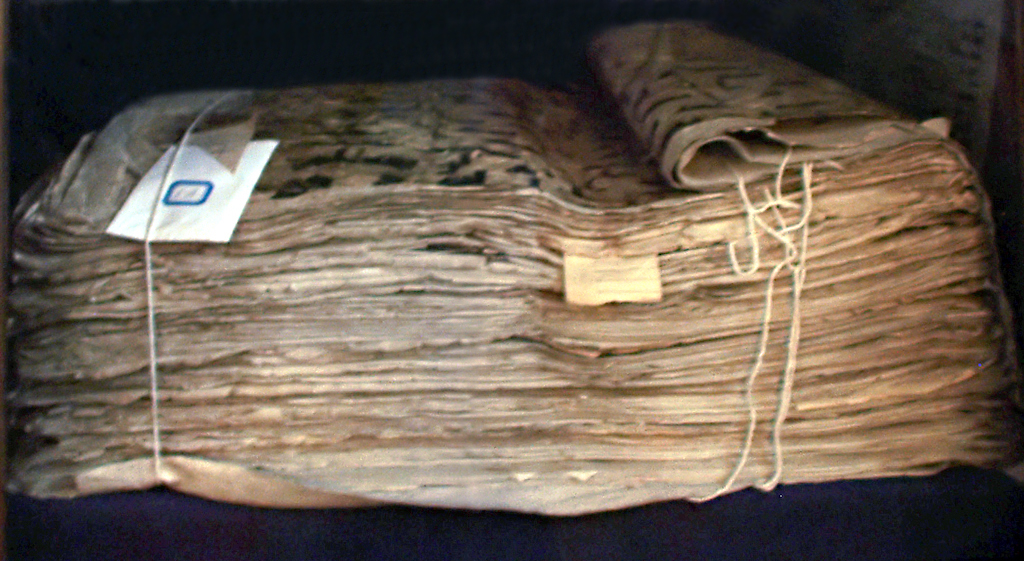
قرآن تاشکند یا قرآن کوفی سمرقند، نسخه‌ای از مصحف عثمان مربوط به قرن هشتم احتمالاً اوائل قرن نهم میلادی که در عراق مدرن به خط کوفی نوشته شده و در ازبکستان نگهداری می‌شود. قرآن گرچه اشارات اندکی به زندگی محمد دارد، اما نزد پژوهشوران، نخستین و بهترین منبع برای شناخت محمد و ابعاد زندگی او محسوب می‌شود.

راهنمای فهرست: (      = معجزه طبق تعریف متلکمان مسلمان       = معجزه طبق تعریف متلکمان غیرمسلمانان)
دسته‌بندی‌های مختلفی در خصوص معجزات و کارهای خارق‌العاده پیامبر اسلام صورت گرفته‌است. برخی کارهای خارق‌العاده محمد را از جهت تاریخی (پیش از ولادت، پیش از نبوت، پس از نبوت) دسته‌بندی کرده‌اند و گروهی دیگر، معجزات را بر اساس محتوا و ساختار آن تقسیم‌بندی کرده‌اند. در دسته‌بندی بر طبق محتوا و ساختار، شش دسته معجزه معرفی و عنوان شده‌اند: ۱ـ معجزات کرامتی-کمالاتی که پیامبر در تحقق آنها هیچگونه دخالتی نداشته‌است، همچون معجزات پیش از ولادت محمد. ۲ـ معجزات پاداشی-دعایی که به واسطه دعای پیامبر، اجابت شده‌اند. ۳ـ معجزات مربوط به علم غیب. ۴ـ معجزات حفاظتی که منجر به حفاظت از جان محمد شده‌است. ۵ـ معجزات مبارزه‌طلبانه و تحدی‌گونه. ۶ـ معجزات نفرین‌گونه و مجازاتی. پس از نبوت محمد، منابع اسلامی معجزات فراوانی را به عنوان گواهی برای نبوت او عنوان کرده‌اند. که عبارت‌اند از:
| ردیف                                               | عنوان معجزه                                                               | شرح معجزه | منبع معجزه                  |
| معجزات محمد                                        | معجزات محمد                                                               | معجزات محمد | معجزات محمد                 |
| -------------------------------------------------- | ------------------------------------------------------------------------- | --- | --------------------------- |
| ۱                                                  | قرآن                                                                      | مهمترین معجزه محمد که به عقیده مسلمانان معجزه‌ای برای همهٔ زمان‌ها، بر خلاف معجزات سایر پیامبران که محدود به دوران طول عمر خودشان بود می‌باشد. اعجاز بودن قرآن در آیات متعددی از آن کتاب مورد اشاره قرار گرفته‌است. | [ آکادمیک ۱ ] [ مذهبی ۱ ]   |

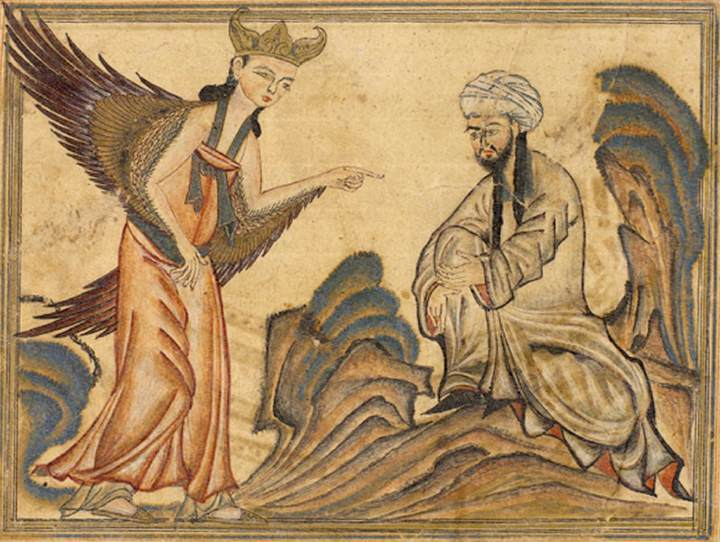
مینیاتوری با موضوع نزول فرشته وحی بر محمد

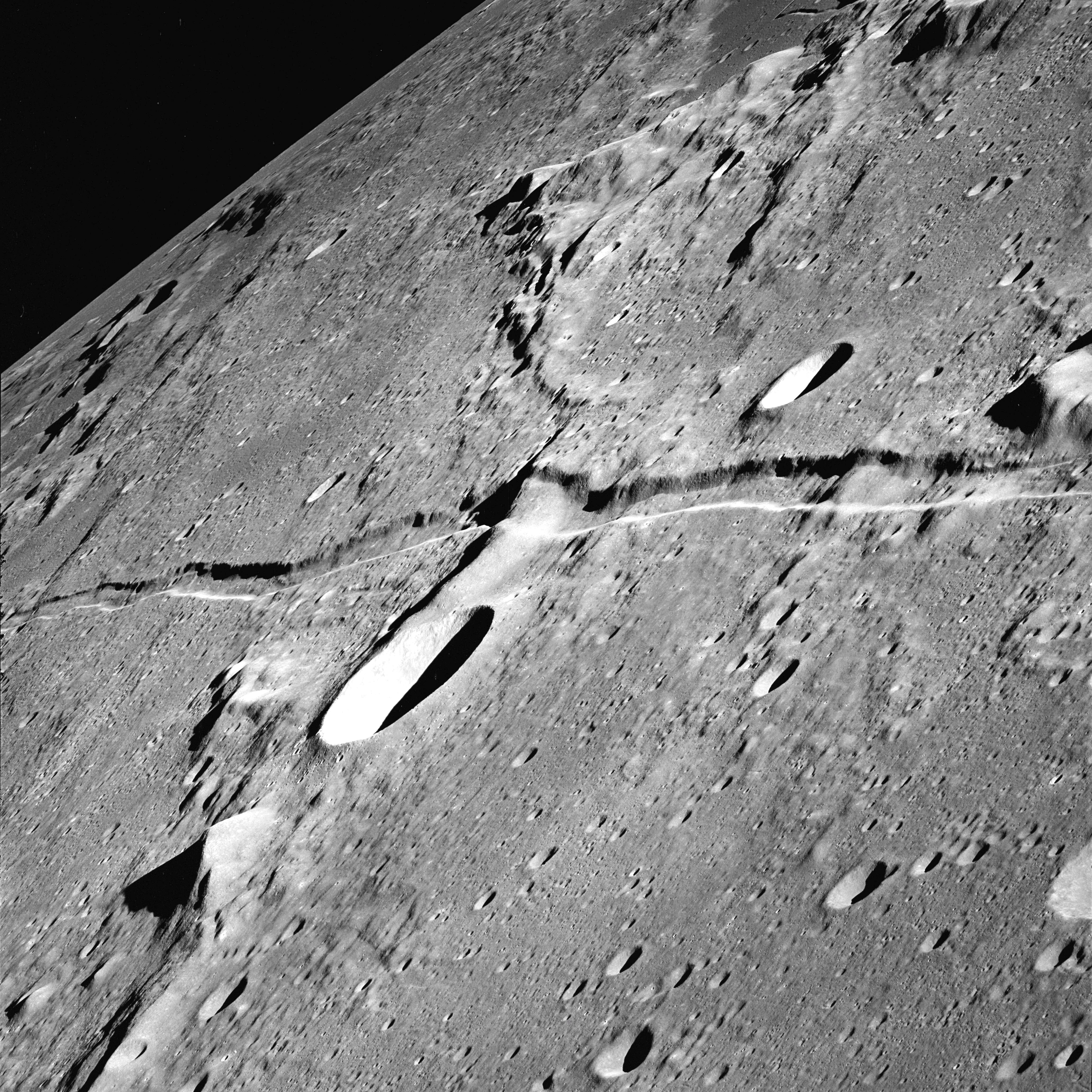
عکس ریما آریادائوس یکی از شیارهای بزرگ روی کره ماه (گرفته شده در سال ۱۹۶۹ میلادی) که به باور برخی چون زغلول النجار، استاد دانشگاه مصری، مربوط به واقعه شق‌القمر می‌باشد.

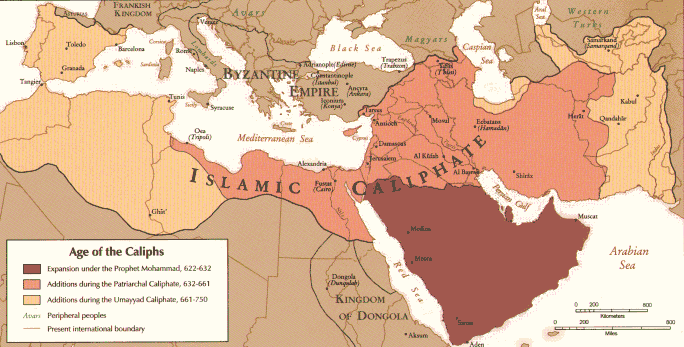
گستره قلمروی اسلامی

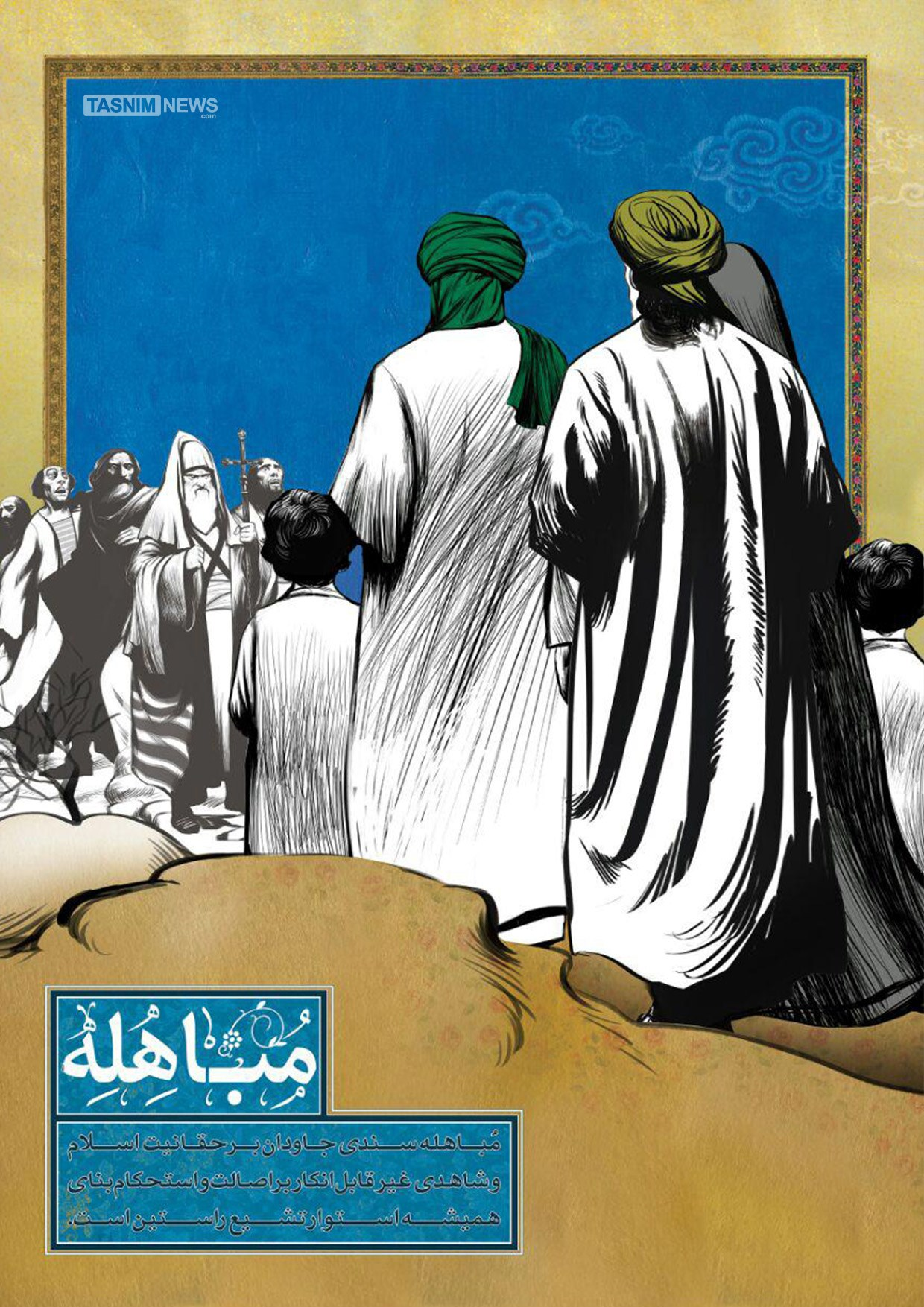
پوستری طراحی شده برای بزرگداشت مراسم مباهله

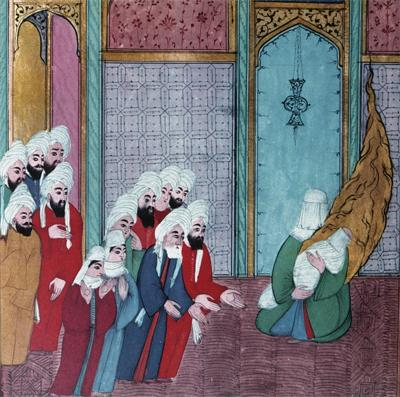
مینیاتوری از محمد در بدو تولد و مادرش آمنه که در حال نشان دادن فرزندش به عبدالمطلب و دیگر مکیان است.

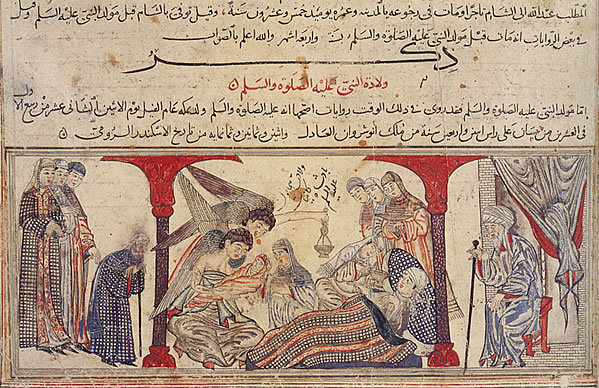
یک نقاشی از جامع التواریخ در سال ۷۱۴ ه‍.ق/۱۳۱۴–۱۳۱۵ م که تولد محمد را ترسیم کرده‌است.

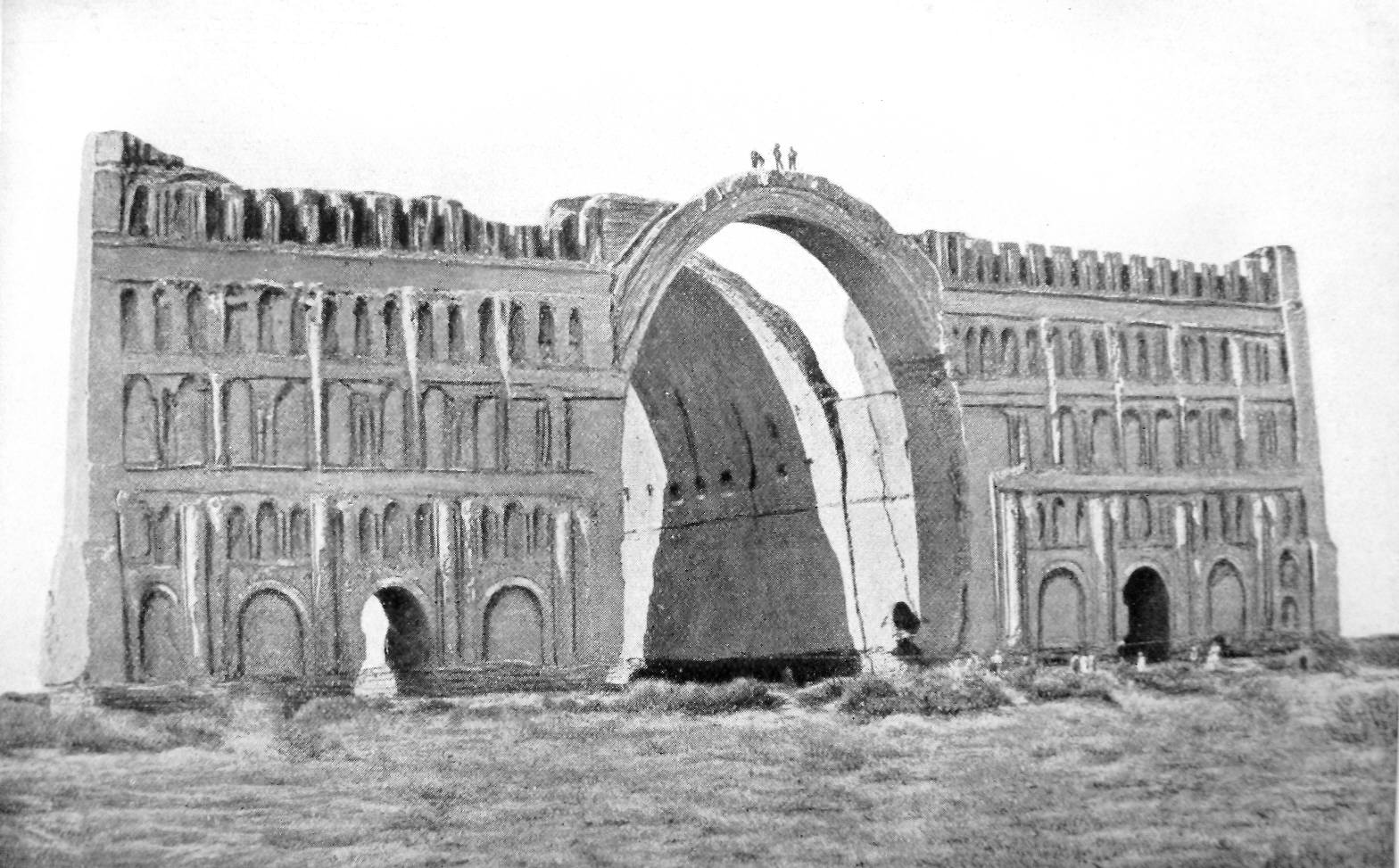
قدیمی‌ترین تصویر عکاسی شده از طاق کسری، مربوط به سال ۱۸۶۴ میلادی

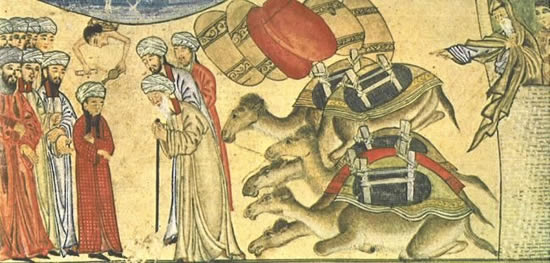
محمد در سن ۱۲ سالگی بحیرا را ملاقات می‌کند. (۵۸۲ میلادی)

| ۲                                                  | غیب‌گویی محمد                                                              | به این معجزه پیامبر در قرآن نیز اشاره شده‌است. غیب‌گویی‌های محمد شامل موارد متعددی است؛ از جمله: - خبر از اتفاقات آینده همچون زمان و شیوه مرگ افراد، اتفاقاتی که در طول تاریخ برای امت اسلامی خواهد افتاد و آنچه در آخرالزمان بر امت اتفاق خواهد افتاد. - خبر از احوالات آخرالزمان و آنچه امت اسلامی در آینده به آن دچار خواهند شد. - خبر از اتفاقات گذشته که حقیقتش بر دیگران پنهان بوده‌است. - خبر از گمشده‌ها و اسرار افراد. - پاسخ به سؤال قبل از مطرح شدنش                                                                                     | [ آکادمیک ۲ ] [ مذهبی ۲ ]   |
| ۳                                                  | شق القمر                                                                  | به معنای شکافتن کره ماه (به عربی: قمر) که بر اساس آن، ماه دو پاره شد و پس از آن به حال سابق بارگشت. به گزارش منابع اسلامی، این اتفاق در چهاردهم ماه ذیحجه اتفاق افتاده‌است. | [ آکادمیک ۳ ] [ مذهبی ۳ ]   |
| ۴                                                  | شق الصدر                                                                  | این مورد در قرآن نیز مورد اشاره قرار گرفته‌است. بر اساس گزارش منابع روایی اسلامی، جبرائیل قلب محمد را از سینه او خارج کرده و آنچه به «حظ شیطان» تعبیر شده‌است را از سینه او خارج می‌کند. | [ آکادمیک ۴ ]               |
| ۵                                                  | مباهله                                                                    | مباهله محمد با نجرانیان که با پیروزی محمد بر مسیحیان به سرانجام رسید از جمله معجزات محمد قلمداد شده‌است که در قرآن نیز به آن پرداخته شده‌است. | [ مذهبی ۴ ]                 |
| ۶                                                  | رد الشمس                                                                  | واقعه رد الشمس به برگرداندن خورشید در هنگام غروب به جایگاه قبلی خود در وسط روز گفته می‌شود. | [ مذهبی ۵ ]                 |
| ۷                                                  | معراج                                                                     | معراج محمد، سفری معجزه‌گونه از مسجد الحرام به مسجدالاقصی واقع در بیت‌المقدس و از آنجا به آسمان‌هاست. در کرامت یا معجزه بودن این رویداد، منابع دچار اختلاف‌هستند. به این رویداد در قرآن نیز اشاره شده‌است. | [ آکادمیک ۵ ] [ مذهبی ۶ ]   |
| ۸                                                  | جاری شدن آب از انگشتان                                                    | بنابر گزارش‌هایی در منابع اسلامی، رویداد جاری شدن آب از انگشتان محمد، مربوط به واقعه حدیبیه بود که بر اساس آن محمد نیاز مسلمانان به آب را برآورده کرد. آنطور که در منابع اسلامی گزارش شده‌است، این رویداد در موارد متعددی تکرار شده‌است. | [ آکادمیک ۶ ] [ مذهبی ۷ ]   |
| ۹                                                  | برکت و فزونی به رزق                                                       | برکت دادن به رزق و رزوی اندک و تکثیر و فزونی بخشیدن به طعام و شراب برای برخی افراد از امور خارق‌العاده محمد گزارش شده‌است، که به واسطه آن، افراد بسیاری با غذایی اندک، سیر شده‌اند. بخاری در صحیحیش، این رویداد را در واقعه غزوه خندق و در نقلی دیگر مربوط به غزوه تبوک دانسته‌است. | [ آکادمیک ۷ ] [ مذهبی ۸ ]   |
| ۱۰                                                 | به سخن درآمدن حیوانات و اجسام                                             | به سخن درآوردن و گفتگو با حیوانات و اجسام و شهادت برخی از آنها به نبوت محمد، به عنوان معجزه محمد عنوان شده‌است. معروف‌ترین آنها، به کلام درآمدن تنه درخت (یا منبری) بود که محمد در یک سفر تبلیغی به آن تکیه داده‌بود. بنابر روایاتی در منابع اسلامی، در آغاز بعثت محمد و برای اطمینان قلبی او و دیگران، اجسام از جمله درختان در مراحل بسیاری با محمد سخن گفته‌اند. در روایتی دیگر، در غزوه خیبر طعامی مسموم از مسمومیت خود به محمد خبر می‌دهد. | [ آکادمیک ۸ ] [ مذهبی ۹ ]   |
| ۱۱                                                 | اجابت دعا و نفرین                                                         | از جمله دعاهای محمد که به استجابت رسیده‌است، نزول باران در رویداد تبوک و قحطسالی‌های برخی مناطق عنوان شده‌است. احادیث در خصوص استجابت دعای محمد بسیار وسیع در منابع اسلامی گزارش شده‌است. موضوعات این دعاها بیشتر، شفای بیماران، برکت بخشیدن به زندگانی و روزی و طلب باران بوده‌است. منابع اسلامی از نفرین‌های محمد که به تحقق رسیده‌است نیز گزارشاتی را نقل کرده‌اند. | [ آکادمیک ۹ ] [ مذهبی ۱۰ ]  |
| ۱۲                                                 | شفای بیماران                                                              | شفای بیماران از بیماری‌های لاعلاج جذام، کوری و برص و… و همین‌طور در نقلی، شفای چشم‌درد علی بن ابی‌طالب در غزوه خیبر | [ آکادمیک ۱۰ ] [ مذهبی ۱۱ ] |
| ۱۳                                                 | برکت و فزونی آب شستشو پیامبر                                              | بر اساس روایات در منابع اسلامی، محمد در چند مرحله مختلف، پس از استفاده از آب اندکی در شستشو دستانش، موجب برکت و فزونی آن آب شده‌است. | [ آکادمیک ۱۱ ] [ مذهبی ۱۲ ] |
| ۱۴                                                 | حرکت کردن یا تعظیم درختان به فرمان محمد                                   | بر اساس روایتی که منابع اسلامی آن را گزارش کرده‌اند، محمد به درختی دستور حرکت می‌دهد و درخت بر روی زمین به حرکت می‌افتد. | [ آکادمیک ۱۲ ] [ مذهبی ۱۳ ] |
| ۱۵                                                 | زنده کردن مردگان                                                          | زنده کردن مردگان از انسان و به سخن درآوردن آنان و زنده کردن حیوان‌های مرده از معجزات محمد عنوان شده‌است. | [ مذهبی ۱۴ ]                |
| ۱۶                                                 | سفید کردن غلامی سیاه‌پوست                                                  | | [ آکادمیک ۱۳ ]              |
| ۱۷                                                 | نداشتن سایه                                                               | در روایات بسیاری در منابع فریقین، از نداشتن سایه برای محمد یاد شده‌است. | [ آکادمیک ۱۴ ]              |
| ۱۸                                                 | شکافتن یا حرکت اجسام                                                      | شکافتن صخره و کوه و جاری کردن آب از صخره از میان معجزات محمد عنوان شده‌است. بر اساس روایاتی در منابع اسلامی، سقوط بتان به اشاره محمد، دیگر معجزه محمد عنوان شده‌است. | [ آکادمیک ۱۵ ] [ مذهبی ۱۵ ] |
| ۱۹                                                 | احضار طعام و اموال                                                        | احضار طعام و اموال ابوجهل و خبر به میزان و کیفیت آنها | [ مذهبی ۱۶ ]                |
| ۲۰                                                 | نجات یافتن محمد از سوء قصدها و ترورها                                     | از این میان، در شبی که محمد از مکه به مدینه هجرت کرد، او از توطئه مکیان برای قتل او با خبر بود و به همین امر از مکه خارج شد. همچنین در ماجرای غار ثور نیز محمد از گزند قریشان در امان ماند. | [ آکادمیک ۱۶ ] [ مذهبی ۱۷ ] |
| ۲۱                                                 | ابطال سحر و جادوی ساحران                                                  | در ضمن وقایع یکی از غزوات محمد، ماجرای سحر بیمارگونه کودکی عنوان شده‌است که به واسطه محمد، شفا گرفته‌است. | [ مذهبی ۱۸ ]                |
| ۲۲                                                 | پیروزی بر دشمنان و چیرگی جهانی                                            | پیروزی بر دشمنان و چیرگی جهانی در مدت زمانی کوتاه در حوزه‌های مختلف اعتقادی، اجتماعی، سیاسی، فرهنگی، نظامی، ادبی و… و تبدیل اعراب جاهلی به فاتحان جهان. | [ آکادمیک ۱۷ ]              |
| ۲۳                                                 | تکلم از راه دور                                                           | از این میان تکلم محمد با حسن و حسین از راه دور و همین‌طور سخنرانی عمومی در منطقه منا برای مسلمانان که صدای او به همگان می‌رسید اشاره کرد. | [ مذهبی ۱۹ ]                |
| ۲۴                                                 | تنیده شدن تار عنکبوت در غار ثور                                           | تنیده شدن تار عنکبوت برای مخفی ماندن مخفیگاه محمد در مسیر هجرت که در غار ثور صورت گرفته بود. در کنار این مورد، از حضور دو کبوتر در لانه خود در دهانه غار نیز یاد شده‌است. | [ آکادمیک ۱۸ ] [ مذهبی ۲۰ ] |
| ۲۵                                                 | افتادن وحشت بر دل دشمنان محمد                                             | مسئله رعب و وحشت در دل مخالفان مدینه، از مسائلی بود که محمد را در تبلیغ دینش بسیار یاری کرد. به باور منابع اسلامی، این ترس یکی از معجزات محمد قلمداد می‌شود. | [ آکادمیک ۱۹ ]              |
| کارهای خارق‌العاده منسوب به محمد پیش از نبوت و تولد |                                                                           | |                             |
| ۲۶                                                 | نورانیت سیمای عبدالله، پدر محمد                                           | نورانیت سیمای عبدالله، پدر محمد | [ مذهبی ۲۱ ]                |
| ۲۷                                                 | وجود نوری در سیمای آمنه، مادر محمد                                        | وجود نوری در سیمای آمنه، مادر محمد | [ آکادمیک ۲۰ ]              |
| ۲۸                                                 | وجود نوری در چهره عبدالمطلب، پدربزرگ محمد                                 | وجود نوری در چهره عبدالمطلب، پدربزرگ محمد | [ آکادمیک ۲۱ ]              |
| ۲۹                                                 | خبر دادن یهودیان به ولادت محمد، به عنوان آخرین پیامبر یا پیامبر آخرالزمان | خبر دادن یهودیان به ولادت محمد، به عنوان آخرین پیامبر یا پیامبر آخرالزمان | [ مذهبی ۲۲ ]                |
| ۳۰                                                 | عدم آثار حمل برای مادرش تا هنگام ولادت                                    | عدم آثار حمل برای مادرش تا هنگام ولادت | [ مذهبی ۲۳ ]                |
| ۳۱                                                 | نداشتن درد هنگام وضع حمل                                                  | نداشتن درد هنگام وضع حمل | [ آکادمیک ۲۲ ]              |
| کارهای خارق‌العاده محمد پیش از نبوت و پس از تولد    |                                                                           | |                             |
| ۳۲                                                 | حوادث خارق‌العاده هنگام میلاد محمد                                         | از جمله آنها: - گفتگو پس از ولادت - وجود نوری در مکه در هنگام ولادت - بوی مُشک داشتن هنگام ولادت - سقوط بت‌های کعبه در هنگام ولادت - خشک شدن دریاچه ساوه در هنگام ولادت - خاموش شدن آتشکده فارس در هنگام ولادت - سقوط پادشاهان از تخت پادشاهی در شب میلاد محمد - دستوری غیبی به مادر محمد برای نام‌گذاری فرزندش به نام محمد - اشاعه نوری در منطقه شام به هنگام ولادت تمام جهان غرق در نور شد. - فروریختن (یا ترک برداشتن) طاق کسری و فروریختن چهارده کنگره آن در هنگام ولادت - خبری غیبی که پس از ولادت محمد، خطاب به مادرش گفت: «وضعتِ خیر البشر» | [ آکادمیک ۲۳ ] [ مذهبی ۲۴ ] |
| ۳۳                                                 | برکت دادن به رزق                                                          | به‌طور مشخص فزونی‌بخشی به شیر حلیمه -مادر رضاعی محمد- و حیوانش در دوران کودکی محمد ازاین میان است. | [ آکادمیک ۲۴ ] [ مذهبی ۲۵ ] |
| ۳۴                                                 | سایه افکندن ابرها بر سر محمد                                              | در منابع اسلامی، این واقعه تنها به سفر محمد به شام عنوان شده‌است. | [ آکادمیک ۲۵ ]              |
| ۳۵                                                 | بشارت به نبوت                                                             | بنابر باور مسلمانان، گزارش از اوصاف محمد و بعثتش در آخرالزمان در کتب مقدس پیشین عنوان شده‌است. خبر بحیرا، راهب مسیحی نسبت به آینده و نبوت محمد در آینده، از دیگر اخبار در منابع اسلامی در این خصوص است. در همین خصوص منابع اسلامی نقل قول‌هایی از دانشمندان اهل کتاب، دربارهٔ ظهور پیامبری در منطقه عربی یاد کرده‌اند. | [ مذهبی ۲۶ ]                |
| ۳۶                                                 | ندای غیبی در دوران کودکی                                                  | بنابر گزارشی، محمد پس از گم شدن در دوران کودکی، به واسطه ندایی از غیب پیدا می‌شود. | [ آکادمیک ۲۶ ]              |
| ۳۷                                                 | نورانیت چهره محمد                                                         | | [ مذهبی ۲۷ ]                |
| ۳۸                                                 | داشتن نماد نبوت بر شانه                                                   | در منابع اسلامی از نماد نبوت با تعبیر «برآمدگی میان دو کتف» یاد شده‌است و از آن به عنوان یکی از نشانه‌های نبوت محمد نام برده‌اند. | [ آکادمیک ۲۷ ] [ مذهبی ۲۸ ] |

## یادداشت
1. ↑  ترجمه: «تو بهترین افراد را به دنیا آوردی»

## معجزات در قرآن
1. ↑  از جمله آنها در آیه ۲۳ بقره و آیه ۸۸ سوره اسراء، به عدم توان اجتماع جن و انس برای آوردن آیه و سوره‌ای همچون آن تأکید شده‌است. (رک: مرتضی عاملی، الصحیح من سیرة النبی الاعظم، ۲:‎ ۳۰۲.)
2. ↑  در آیه ۲۶ و ۲۷ سوره جن به علم غیب پیامبران اشاره شده‌است. (طبرسی، مجمع البیان، ۱۰:‎ ۱۵۵.)
3. ↑  به شق القمر به صورت تلویحی در آیه ۱ سوره قمر اشاره شده‌است. (Francis E, Jesus and Muhammad, 205.)
4. ↑  به شق صدر محمد در سوره انشراح، آیه اول، به صورت تلویحی اشاره شده‌است. (Francis E, Jesus and Muhammad, 205.)
5. ↑  به این واقعه در آیه ۶۱ آل عمران اشاره شده‌است. (طبرسی، مجمع البیان، ۱:‎ ۳۰۴.)
6. ↑  به معراج محمد در قرآن به صورت تلویحی در آیه ۱ سوره اسراء اشاره شده‌است. (Francis E, Jesus and Muhammad, 205.)
7. ↑  به محفوظ ماندن محمد در غار ثور، در آیه ۴۰ سوره توبه اشاره شده‌است. (Bigliardi, “Adventures of an Amazing Concept”, MARBURG JOURNAL.)